# Solgud
En solgud er en guddom, der repræsenterer solen eller aspekter af solen. Gennem hele historien har man kendt til kulturer, der tilbad solen. En række myter er opstået i forbindelse hermed, heriblandt "den forsvundne sol". Tilbedelse af solen ses som en mulig oprindelse for henoteisme og videre til monoteisme.

## Solskib eller solvogn
I mange mytologier finder man et solskib, der er fortæller, at solen opfattes at sejle i en båd hen over himmelen. Eksempler herpå er himmelskiven fra Nebra i Tyskland og en række guddomme fra ægyptisk mytologi før Ra.
I andre mytologier finder man en lignende repræsentation i form af en solvogn, hvor solen i stedet rejser med en hesteforspændt vogn. I nordisk mytologi er Solvognen det mest nærliggende eksempel, men også den græske Helios kan ses afbildet i en vogn.